# Ordine della Santissima Annunziata

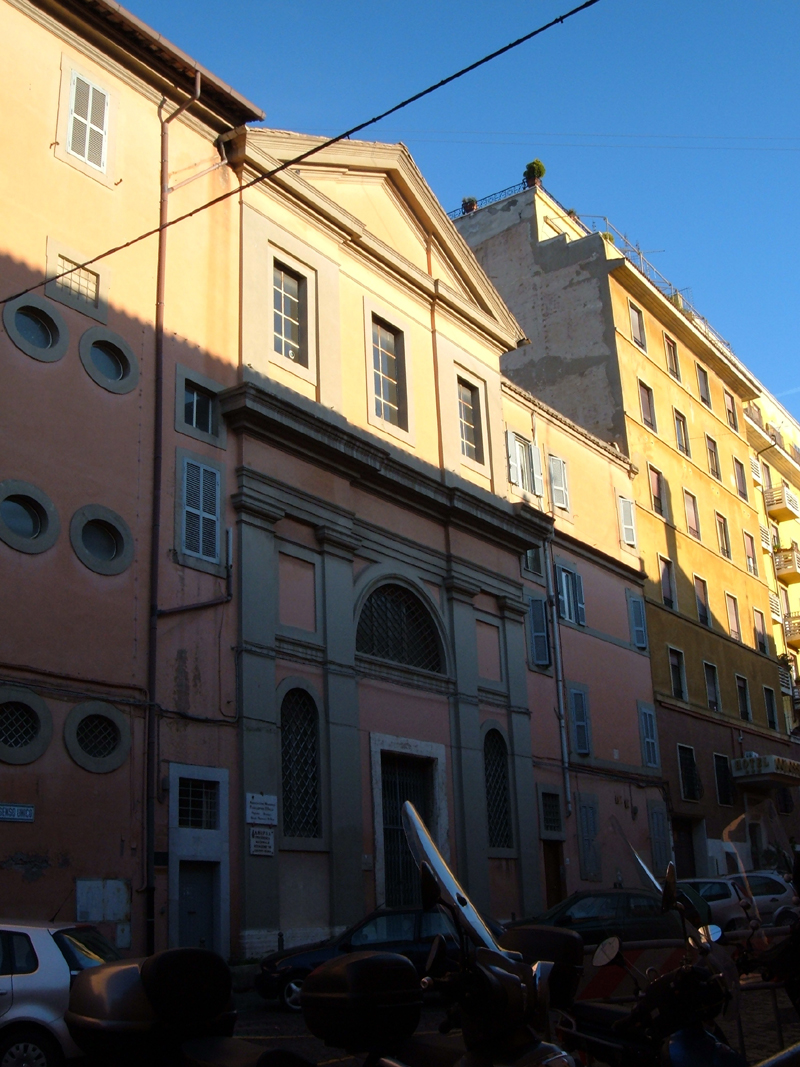
La chiesa dell'antico monastero delle turchine di Roma

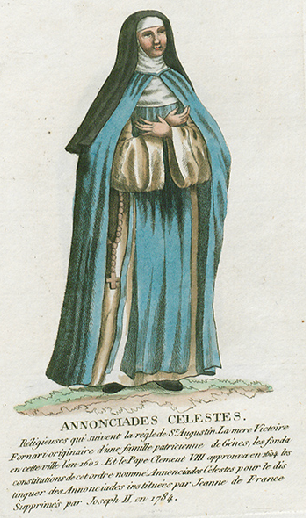
L'abito dell'ordine in un'incisione dell'Ottocento

L'Ordine della Santissima Annunziata (in latino Ordo SS. Annuntiationis) è un ordine monastico femminile di diritto pontificio: le monache dell'ordine, dette comunemente annunziate turchine, pospongono al loro nome la sigla O.SS.A.

## Storia
L'ordine venne fondato a Genova da Maria Vittoria De Fornari Strata (1562-1617) con il fine di adorare il mistero del Verbo Incarnato e onorare la divina maternità di Maria: il 5 agosto 1604 le prime cinque monache vennero rivestite dell'abito religioso, dando formalmente inizio all'ordine.
Il nobile Stefano Centurione e sua moglie Vincenzina Lomellini sono considerati i cofondatori delle annunziate: Centurione, infatti, riuscì a ottenere dalla Santa Sede il consenso per l'erezione del primo monastero (15 marzo 1604) e la conferma della regola (6 agosto 1613).
Agli inizi l'ordine conobbe numerose difficoltà e nel 1605 si ventilò la possibilità di unire il monastero genovese alle carmelitane scalze. Nel 1612 le religiose di Genova fondarono la prima filiale a Pontarlier e l'ordine si diffuse rapidamente in tutta la Francia (nel decennio successivo sorsero comunità a Vesoul, Nancy, Champlitte, Saint-Mihiel); nel 1676 Camilla Orsini Borghese (in religione Madre Maria Vittoria) vedova di don Marcantonio Borghese Principe di Sulmona nipote del Pontefice Paolo V, fondò un monastero di annunziate turchine anche a Roma tuttora fiorente.
Nel 1771 i monasteri dell'ordine erano settantuno, ma con la rivoluzione francese e le soppressioni napoleoniche l'ordine rischiò l'estinzione: la beatificazione della fondatrice nel 1828 portò a una certa ripresa dell'ordine.

## Carisma e diffusione
Le monache emettono i voti solenni di povertà, obbedienza e castità e quello di strettissima clausura; il loro abito è bianco, con scapolare e mantello azzurri (donde il nome di monache "celesti" o "turchine" con il quale vengono comunemente indicate).
Sono dedite principalmente alla preghiera contemplativa e, per il loro sostentamento, confezionano paramenti sacri e fanno lavori di ricamo e cucito. La loro regola e la loro spiritualità si fondano sulla dottrina di sant'Agostino.
Alla fine del 2015 l'ordine contava 4 monasteri sui iuris e 21 tra monache e novizie.